# کوشینگ (تگزاس)
کوشینگ، تگزاس(به انگلیسی: Cushing, Texas) شهری در ایالت تگزاس از ایالات جنوبی ایالات متحده آمریکا است. در سرشماری سال ۲۰۰۰، جمعیت این شهر ۶۳۷ نفر اعلام شد.